# Battaglione trasmissioni "Pordoi"
Il Battaglione trasmissioni "Pordoi" è un reparto dell'Esercito Italiano con sede a Padova ed è alle dipendenze del 2º Reggimento trasmissioni alpino di Bolzano.

## Storia

### Origini
Il Battaglione trasmissioni "Pordoi" venne costituito a Padova il 1º ottobre 1975 per trasformazione del preesistente XLII Battaglione Trasmissioni dipendente dal Comando Trasmissione del V Comando Militare Territoriale della Regione Militare Nord Est e in base a disposizioni dello SME, che prevedevano l'assegnazione di nominativi di passi montani ai battaglioni trasmissioni dell'Esercito di Campagna, il reparto ha assunto la denominazione di 42º Battaglione trasmissioni "Pordoi" restando alle dipendenze del V Comando Militare Territoriale di Padova. Al battaglione venne concessa la bandiera di guerra con Decreto del Presidente della Repubblica n° 846 del 12 novembre 1976, pubblicato sulla G.U. n° 339 del 22 dicembre 1976.

### Scioglimento
Il 42º Battaglione trasmissioni "Pordoi" venne sciolto nella caserma "Pierobon" di Padova il 18 febbraio 1992 e personale e mezzi andarono a rinforzare il Battaglione Trasmissioni "Valles" che, a seguito del nuovo ordinamento, che ripristinava il livello reggimentale nell'Esercito Italiano, venne inserito nel 32º Reggimento trasmissioni costituito a Padova il giorno successivo, mentre la sua Bandiera di Guerra venne depositata al sacrario delle bandiere dell'Altare della Patria di Roma.

### Ricostituzione
Il 26 settembre 2001, in ottemperanza alla Circolare dello SME datata 14 maggio 2001, che prevedeva per il 2º Reggimento trasmissioni di Bolzano una struttura organica che contemplava la costituzione di un ulteriore battaglione articolato su due compagnie il 42º battaglione trasmissioni "Pordoi" veniva contestualmente ricostituito e inquadrato nel Reggimento.
Il 20 dicembre 2004, in ottemperanza alla Circolare dello SME datata 14 ottobre 2004 con la quale il Reggimento assumeva fisionomia organica di "Reggimento Trasmissioni di Supporto alla Manovra", veniva contestualmente costituita la 6ª Compagnia trasmissioni alle dipendenze del Battaglione "Pordoi".

## Insegne
Mostrine della specialità
- fiamma a due punte, di colore azzurro elettrico con bordo amaranto (ad indicare l'appartenenza all'arma delle trasmissioni), su rettangolo verde (ad indicare la specialità alpina)

Fregio della specialità
La fattura del fregio cambia in base al grado
- filo metallico dorato o plastica dorata per ufficiali, sottufficiali e militari di truppa in servizio permanente.
- plastica o filo nero per la truppa a ferma prefissata.

 Nappina della specialità
- amaranto, per ruolo Sergenti e Truppa.
- dorata per Ufficiali e Marescialli.

La nappina, presente sulla sinistra del cappello, è il dischetto, a forma semi-ovoidale, nel quale viene infilata la penna. Per il ruolo sergenti e truppa, tale dischetto è di lana colorata su un'anima in legno. Per gli ufficiali (non generali) e marescialli, la nappina è in metallo dorato.